# Interalliierter Hoher Ausschuss für die Rheinlande

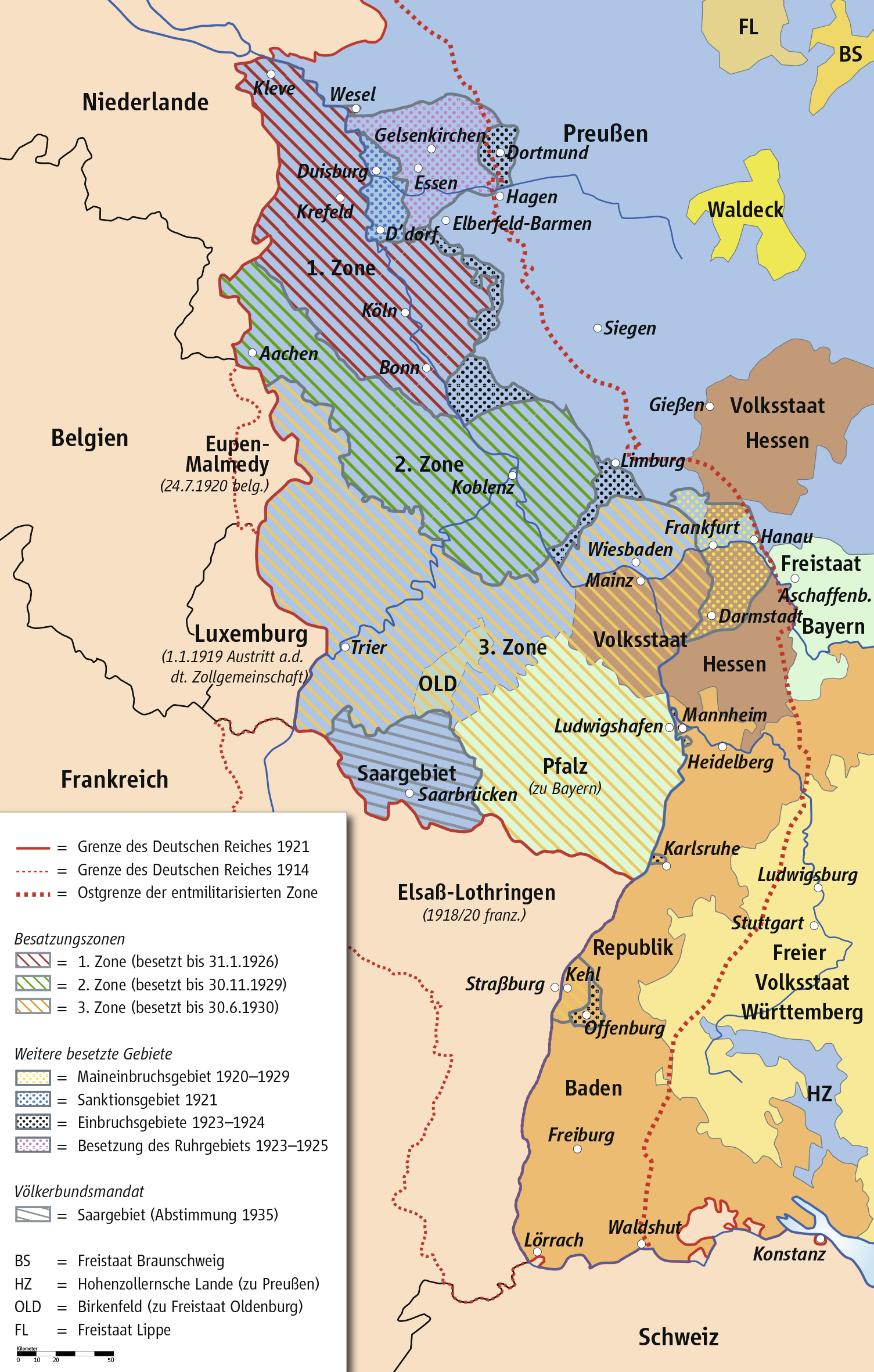
Alliierte Rheinlandbesetzung nach dem Ersten Weltkrieg

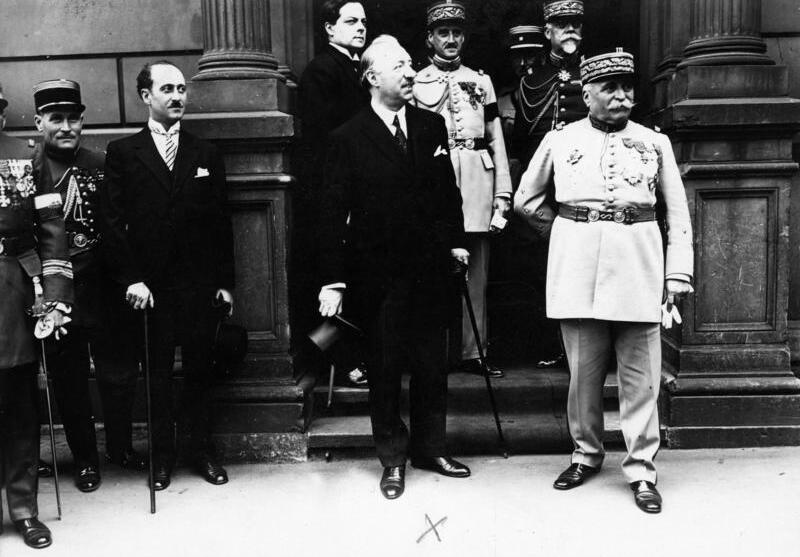
Paul Tirard und Marschall Adolphe Guillaumat

Der Interalliierte Hohe Ausschuss für die Rheinlande (englisch: Inter-Allied Rhineland High Commission; französisch: Haute Commission interalliée des territoires rhénans), auch als Interalliierte Rheinlandkommission (IRKO) bezeichnet, war eine nach dem Ende des Ersten Weltkrieges ab 1920 im Rheinland bestehende Institution der vier alliierten Besatzungsmächte Frankreich, Belgien, USA und Großbritannien. Sie fungierte in den aufgrund des Friedensvertrages von Versailles und des zugehörigen Rheinlandabkommens besetzten Gebieten des Rheinlandes als oberste Verwaltungsbehörde. Angelehnt an Rheinbrückenköpfe wurden drei Besatzungszonen gebildet: Eine britische Zone mit Sitz in Köln, eine amerikanische Zone mit Sitz in Koblenz und eine französisch-belgische Zone mit Sitz in Mainz. Nach dem vollständigen Rückzug der US-Besatzungstruppen bereits im Januar 1923 verließen die Briten bis Anfang 1926 ihre erste Zone um Köln. Bis zur Räumung Ende August 1929 bestand noch die zuletzt von Briten und Belgiern besetzte zweite Zone um Koblenz.
Die Rheinlandkommission hatte ihren Sitz im Oberpräsidium der Rheinprovinz in Koblenz und nahm am 10. Januar 1920 ihre Arbeit auf. Ihr gehörten gemäß dem Rheinlandabkommen je ein Vertreter der vier Besatzungsmächte an. Präsident war Paul Tirard, der Frankreich in der Kommission repräsentierte. Die deutschen Interessen gegenüber der Kommission vertrat das sogenannte Reichskommissariat für die besetzten rheinischen Gebiete, dem Vertreter aller betroffenen deutschen Länder angehörten und das 1919 auf Initiative Preußens entstanden war. Die Kommission konnte Ordonnanzen (Verordnungen) erlassen, die vor allem die Sicherheit und den Unterhalt der Besatzungstruppen sowie die Aufrechterhaltung des öffentlichen Lebens sicherstellen sollten. Sie war gegenüber den deutschen Behörden in den besetzten Gebieten weisungsberechtigt, deutsche Gesetze und Verordnungen mussten durch die Kommission genehmigt werden. Verstöße gegen die Anweisungen der Kommission waren strafbar.
Tagungsstätte war bis 1929 das heutige Gebäude des Oberlandesgerichtes in Koblenz. Die Kommission bestand bis zum Ende der Besatzung, ihr Sitz wurde im November 1929 noch in ein Hotel nach Wiesbaden verlegt. Am 28. Juni 1930 fand die letzte Sitzung der IRKO statt. Zwei Tage später erfolgte mit Aufgabe der dritten Besatzungszone die endgültige Räumung der besetzten Gebiete.